# 運送営業
運送営業（うんそうえいぎょう）とは、商法上の概念では、陸上または湖川港湾において物品または旅客の運送をなすことをいう（商法第569条）。運送営業を業とする者を運送人という。湖川港湾ではない水域の運送（海上運送）は商法上の運送営業ではないので、商法第569条以下の適用を受けず、商法の海商編や国際海上物品運送法などの適用を受けることになる。
なお、運送営業は荷送人に対して直接運送契約上の義務を負うものであり、物品運送についての取次業である運送取扱営業とは異なる。

## 物品運送

### 意義
物品運送契約とは運送人の保管のもとで物品を運送する運送人と荷送人との契約をいう。

### 運送人の権利義務
- 運送人の義務
  - 貨物引換証交付義務（商法第571条）
  - 荷送人等の指図に従う義務（582条）（商法第582条）
  - 運送人の損害賠償責任
- 運送人の権利
  - 運送状交付請求権（商法第570条）
  - 報酬（運送賃）請求権（商法第512条）
  - 費用償還請求権（商法第513条2項）
  - 留置権（商法第589条・商法第562条）
  - 運送人の供託競売権（商法第585条以下）

### 相次運送
- 相次運送（商法第579条）

## 旅客運送

### 意義
旅客運送契約とは旅客を運送することを内容とする運送人と旅客との契約をいう。

### 運送人の権利義務
- 運送人の義務
  - 旅客に関する責任（商法第590条）
  - 手荷物に関する責任（商法第591条・商法第592条）
- 運送人の権利
  - 報酬（運送賃）請求権（商法第512条）
  - 留置権（民法第295条1項）